# Teología moral católica
Según la Iglesia católica, la teología moral es la parte de la Teología católica "que se ocupa del estudio sistemático de los principios éticos de la doctrina sobrenatural revelada", aplicándolos a la vida cotidiana del católico y de la Iglesia. Esta teología está, en parte, englobada por la teología sistemática. Pero, a pesar de eso, muchas veces ella también está asociada a la teología práctica.
El Evangelio y las verdades y doctrinas reveladas, estudiadas por la teología dogmática, están esencialmente unidas a una ética y conducta moral. "La doctrina revelada, en sentido estricto, es un imperativo ético, pues presenta, en su conjunto, las normas exigidas para el relacionamiento de los hombres entre sí y para con Dios". Esta ética y moral, que "nos prepara para ser el tipo de persona que puede vivir con Dios" en la vida eterna, giran por eso a la vuelta del "desafío de la dádiva de sí mismo a los otros" y a Dios. Por eso, estas normas deben ser practicadas en el cotidiano "como expresión de la plena aceptación del mensaje evangélico" y de la voluntad de Dios por la humanidad. La práctica de esta moral católica, cuya parte fundamental y obligatoria son las Bienaventuranzas, sirve para liberar al Hombre de la "esclavitud del pecado", que es un auténtico "abuso de la libertad". Esto porque "solo nos volvemos libres si conseguimos ser mejores" y ser "atraídos para el bien y lo bello", visto que la bondad y las bienaventuranzas "definen el contexto para la vida moral cristiana".
Según la doctrina de la Iglesia Católica, "la cuestión moral es el tema central de la problemática soteriológica, pues la salvación depende de nuestra conducta, después de la justificación recibida con la gracia del bautismo". El objetivo de la teología moral "es llevar las virtudes cristianas a la excelencia", hasta el fin de las vidas de cada católico.

## Moralidad de los actos
Según la doctrina de la Iglesia Católica, "la moralidad de los actos humanos depende de tres fuentes: del objeto elegido, o sea, de un bien verdadero o aparente; de la intención del sujeto que agente, esto es, del fin que él tiene en vista al hacer la acción; de las circunstancias de la acción, donde se incluyen sus consecuencias". Estas circunstancias pueden anular, "atenuar o aumentar la responsabilidad del agente, pero no pueden modificar la cualidad moral de los propios actos, no vuelven nunca buena una acción que, en sí, es mala", visto que "el fin no justifica los medios". Por eso, la transgresión de una regla moral implica la elección del mal u por eso el cometimiento de pecados.

## Moralidad de las pasiones
Según la concepción católica, las pasiones son "los afectos, las emociones o los movimientos de la sensibilidad – componentes naturales de la psicología humana – que inclinan a actuar o a no actuar en función de lo que se percibió como bueno o como malo. Las principales son el amor y el odio, el deseo y el miedo, la alegría, la tristeza y la cólera. La pasión fundamental es el amor, provocado por la atracción del bien. ".
También según la doctrina católica, "las pasiones no son ni buenas ni malas en sí mismas: son buenas cuando contribuyen para una acción buena; son malas, en caso contrario. " Luego, ellas pueden ser asumidas, guiadas y ordenadas por las virtudes o pervertidas y desorientadas por los vicios.

## Dignidad, Libertad moral
En el artículo Doctrina de la Iglesia Católica, en las secciones "Hombre, su Caída y el Pecado original", "Demonios y Mal" y "Justificación, Gracia, Misericordia, Mérito y Libertad, se explica que el Hombre posee dignidad, que está radicada en su "creación a la imagen y semejanza de Dios", lo que implica necesariamente que el Hombre posee libertad y conciencia moral. La libertad es una capacidad inseparable e inalienable del Hombre, dado por Dios, "de actuar y no actuar", "de escoger entre el bien y el mal", "practicando así por sí mismo acciones deliberadas". Este poder único, que "alcanza la perfección cuando es ordenada para Dios", "convierte al hombre responsable por sus actos, en la medida en que son voluntarios, aunque la imputabilidad y la responsabilidad de un acto puedan ser disminuidas, y hasta anuladas, por la ignorancia, a inadvertencia, la violencia soportada, el miedo, los afectos desordenados y los hábitos". LA "elección del mal es un abuso de la libertad, que conduce a la esclavitud del pecado", porque el Hombre tiene una conciencia moral.
Cuando escucha esta conciencia, "el hombre prudente puede oír la voz de Dios", que el ordena a practicar el bien y a evitar el mal, en conformidad y guiada por la razón, por la doctrina y por la Ley de Dios, especialmente por la regla de oro y por los mandamientos de amor. "Gracias a ella, a persona humana percibe la cualidad moral de un acto a realizar o ya realizado, permitiéndole asumir la responsabilidad. ". El Hombre, como posee dignidad, no debe ser impedido u obligado "a actuar contra su conciencia", debiendo por eso "obedecer siempre al juicio cierto de su conciencia, pero esta también puede emitir juicios erróneos". Para que esto no acontezca, es preciso rectificarla e tornarla perfecta, para ella estar en sintonía con la voluntad divina, a través de la educación, "de la asimilación de la Palabra de Dios y de las enseñanzas de la Iglesia". "Además de eso, ayudan mucho en la formación moral la religión y el examen de conciencia", bien como los dones del Espíritu Santo y "los consejos de personas sabias".

## Ley moral

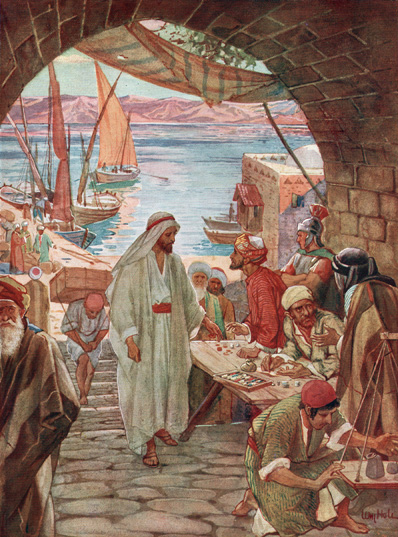
Jesús dio a los hombres la Nueva Ley, que es la forma perfecta de la Ley de Dios. Esta Nueva Ley se resume en los famosos mandamientos de amor.

La Ley moral o Ley de Dios, siendo una obra divina, "nos prescribe caminos y normas de conducta que llevan a la bienaventuranza prometida, prohibiéndonos de los caminos que nos desvían de Dios". La Ley moral es percibida por el Hombre debido a su conciencia moral y a su razón. Esta ley está constituida por la Ley natural, que está "escrita por el Creador en el corazón de cada ser humano"; por la Antigua Ley, revelada en el Antiguo Testamento; y por la Nueva Ley, revelada en el Nuevo Testamento por Jesús. La Ley natural, siendo "universal e inmutable", "manifiesta el sentido moral originario que permite al hombre discernir, por la razón, el bien y el mal". Como todos los hombres (fieles o infieles) la perciben, ella es de cumplimiento obligatorio, pero ella no siempre es totalmente comprendida, debido al pecado. Por eso, puede haber una evolución hacia una mejor comprensión e interpretación de la Ley natural. San Agustín afirma que "Dios «escribió en las tablas de la Ley lo que los hombres no conseguían leer en sus corazones»", dando así origen a la Antigua Ley, que "es la primera etapa de la Ley revelada". Resumida en los Diez Mandamientos, ella "expresa muchas verdades que son naturalmente accesibles a la razón", coloca "la base de la vocación del hombre, prohíbe lo que es contrario al amor de Dios y del prójimo y prescribe lo que le es esencial".
La Antigua Ley, siendo todavía imperfecta, "prepara y dispone a la conversión e a la aceptación del Evangelio" y de la Nueva Ley, que es la "perfección y cumplimiento", pero no la sustitución, de la Ley natural y de la Antigua Ley. Esta Nueva Ley o Ley evangélica "se encuentra en toda la vida y prédica de Cristo y en la catequesis moral de los Apóstoles", siendo el Sermón del Monte "su principal expresión". Esta Ley ya perfecta y plenamente revelada "se resume en el mandamiento del amor a Dios y al prójimo", e es considerada por Santo Tomás de Aquino como «la propia gracia del Espíritu Santo, dada a los creyentes en Cristo».

### Diez Mandamientos

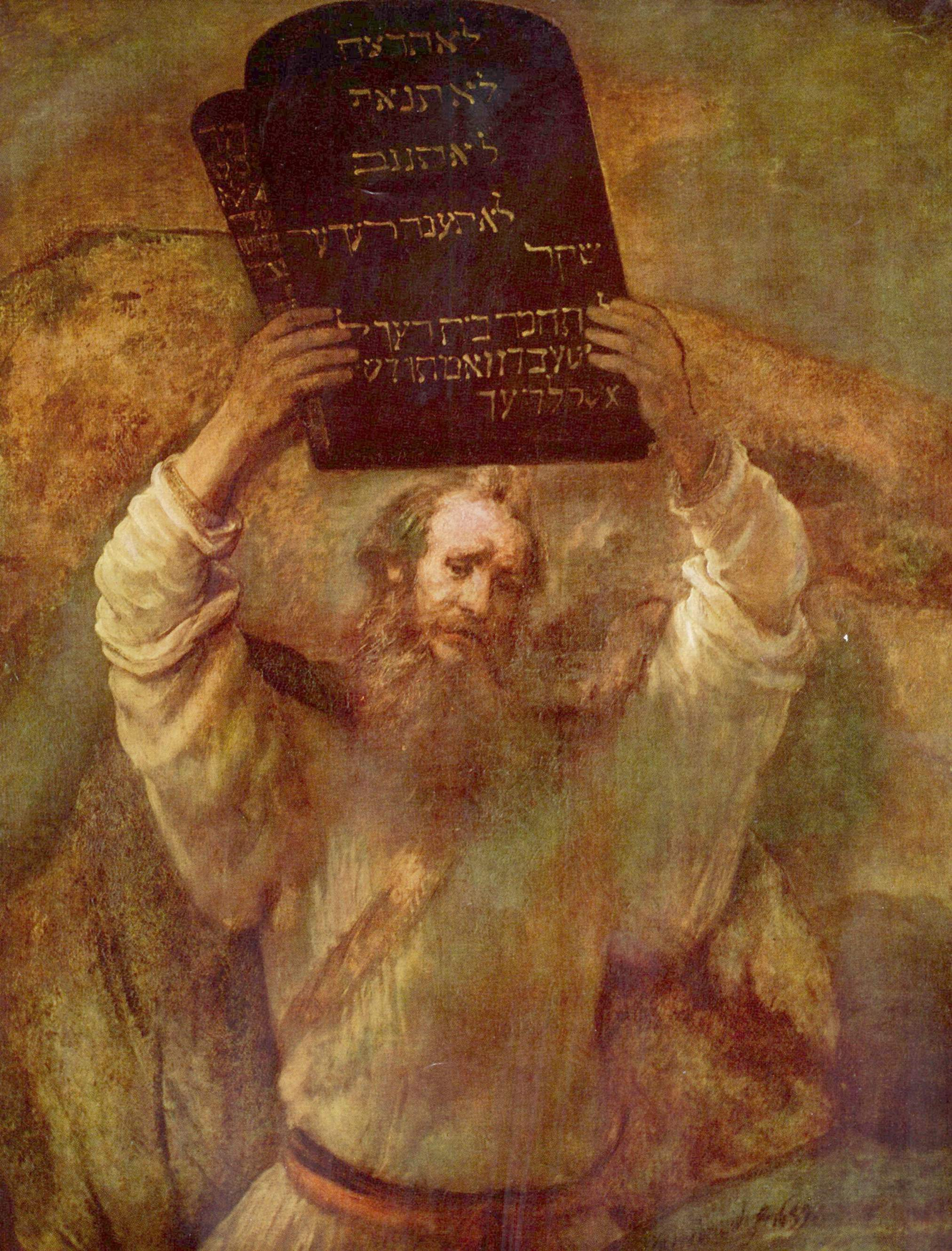
Moisés, gran profeta del Antiguo Testamento, trae los Diez Mandamientos al Pueblo de Dios.

Como los Diez Mandamientos (o Decálogo) son la síntesis de toda la Ley de Dios y la base mínima y fundamental de la moral católica, la Iglesia exige a sus fieles el cumplimiento obligatorio de esas reglas, que ya habían sido reveladas en Antiguo Testamento, además, según las propias palabras de Jesús, es necesario observarlos "para entrar en la vida eterna" (Mt 19, 16-21), además de ser necesarios para que el pueblo muestre su pertenencia a Dios y responda con gracia a su iniciativa de amor". Estos mandamientos que "enuncian los deberes fundamentales del hombre para con Dios y su prójimo", dan a conocer también la voluntad divina y en total son diez:
1. Amarás a Dios sobre todas las cosas.
2. No tomarás el nombre de Dios en vano.
3. Santificarás las fiestas.
4. Honrarás a tu padre y a tu madre.
5. No matarás.
6. No cometerás actos impuros.
7. No robarás.
8. No darás falso testimonio ni mentirás.
9. No consentirás pensamientos ni deseos impuros.
10. No codiciarás los bienes ajenos.

Según la doctrina católica sobre los Diez Mandamientos, esos mandamientos pueden ser resumidos en solo dos, que son: amar a Dios sobre todas las cosas; y amar al prójimo como a nosotros mismos.

## Virtud
La virtud, que se opone al pecado, es una cualidad moral que dispone una persona a hacer el bien, siendo "el fin de una vida virtuosa tornarse semejante a Dios". Según la Iglesia Católica, existen una gran cantidad de virtudes que se derivan de la razón y de la fe humana. Estas, que se llaman virtudes humanas, regulan los actos, las pasiones y la conducta moral humanas, siendo las más importantes las virtudes cardinales, que son cuatro:
- la Prudencia, que "dispone a la razón para discernir en todas las circunstancias el verdadero bien y a escoger los justos medios para alcanzarlo".[32]
- la Justicia, que es una "constante y firme voluntad de dar a los otros lo que les es debido".[33]
- la Fortaleza que "asegura la firmeza en las dificultades y la constancia en la búsqueda del bien".[34]
- la Templanza que "modera la atracción de los placeres, asegura el dominio de la voluntad sobre los instintos y proporciona el equilibrio en el uso de los bienes creados".[35]

Pero, para que las virtudes humanas lleguen a su plenitud, ellas tienen que ser vivificadas y animadas por las virtudes teologales, que "tienen como origen, motivo y objeto inmediato el propio Dios". Ellas son infundidas en el hombre con la gracia santificante y vuelven a los hombres capaces de vivir en relación con la Santísima Trinidad. Las virtudes teologales son tres:
- Fe: por causa de ella, el hombre cree y "se entrega a Dios libremente. Por eso, o creyente busca conocer y hacer la voluntad de Dios".[37]
- Esperanza: por medio de ella, los creyentes esperan la vida eterna y el Reino de Dios, colocando a su confianza perseverante en las promesas de Cristo.[38]
- Caridad (o Amor): a través de ella, "amamos a Deus sobre todas las cosas y al prójimo como a nosotros mismos por amor de Dios. Jesús hace de ella el mandamiento nuevo, la plenitud de la Ley", siendo por eso «el vínculo de la perfección» (Col 3, 14).[39] El Amor es también visto como una "dádiva de sí mismo" y "lo opuesto de usar" (ver subsección Amor, Sexualidad y Castidad).[40]

## Pecado

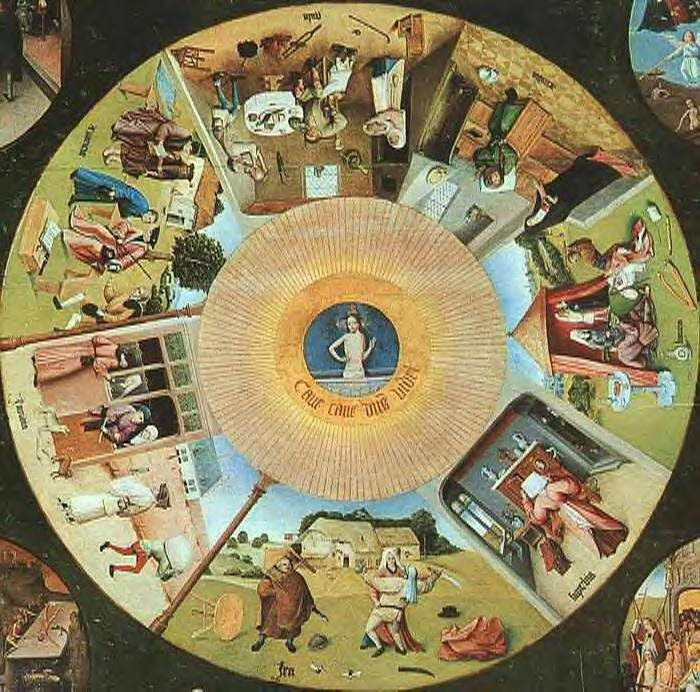
Los Siete Pecados Capitales.

Según San Agustín, el pecado es "una palabra, un acto o un deseo contrarios a la Ley eterna", causando por eso ofensa a Dios y a su amor. Por lo tanto, ese acto del mal hiere la naturaleza y la solidaridad humanas. "Cristo, con su muerte, reveló plenamente la gravedad del pecado y lo venció con su misericordia". Hay una gran variedad de pecados, distinguiéndolos "según su objeto, o según las virtudes o los mandamientos a que se oponen. Pueden ser directamente contra Dios, contra el prójimo y contra sí mismo. También se puede distinguir entre pecados por palabras, por pensamientos, por acciones y por omisiones"
La repetición de pecados genera vicios, que oscurecen la conciencia e inclinan al mal. Los vicios se relacionan con los siete pecados capitales: soberbia, avaricia, envidia, ira, lujuria, gula y pereza. La Iglesia enseña también que todos aquellos que cooperan culpablemente en los pecados de los otros, son también responsabilizados por ellos.
En cuanto a su gravedad, los pecados cometidos se pueden dividir en:
- pecados mortales, que son cometidos cuando "hay materia grave, [...] y deliberado consentimiento". Al alejar al hombre de la caridad y de la gracia santificante y lo conducen a la muerte eterna del Infierno, si ellos no se arrepienten;[45]
- pecados veniales, que son cometidos "sin pleno consentimiento" o sin plena conciencia o también cuando se trata de materia leve. Ellos, a pesar de que alejan el camino de santificación, merecen solo penas purificatorias temporales, es decir en el Purgatorio.[46]

Todos esos pecados personales se deben al debilitamiento de la naturaleza humana, que pasó a quedar "sometida a la ignorancia, al sufrimiento, al poder de la muerte, e inclinada al pecado". Eso es causado por el pecado original, transmitido a todos los hombres, sin culpa propia, debido a su unidad de origen, que es Adán y Eva. Ellos desobedecieron a Dios en el inicio del mundo, originando ese pecado, que puede ser actualmente perdonado (pero no eliminado) por el bautismo.

### Perdón e indulgencias

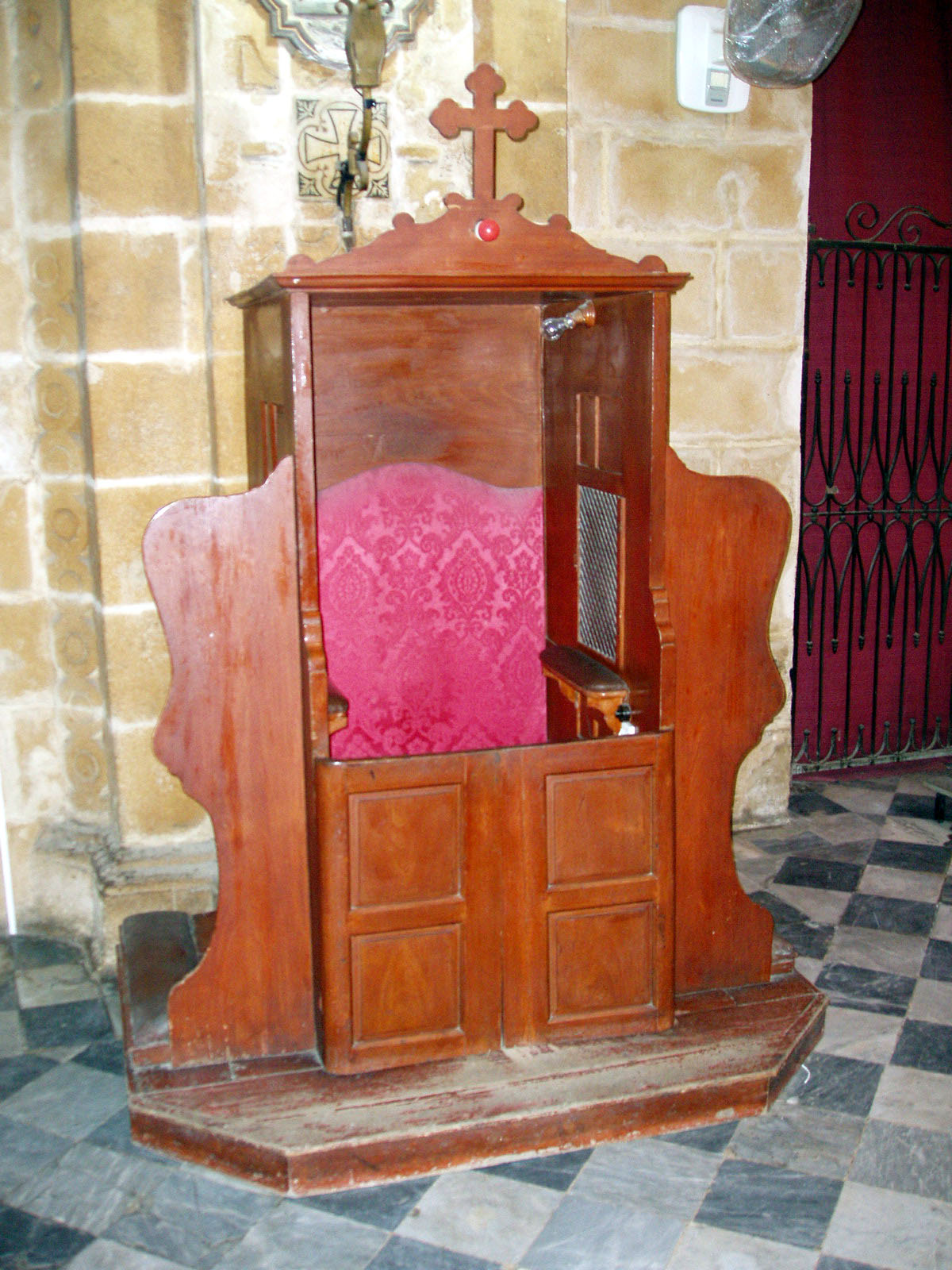
Un confesionario.

Como el amor de Dios es infinito y como Jesús ya se sacrificó en la cruz, todos los hombres, católicos o no, pueden ser perdonados por Dios en cualquier momento, desde que se arrepienten de un modo libre y sincero y se comprometen en hacer lo posible para perdonar a sus enemigos. Los católicos que cometen pecados mortales son considerados miembros imperfectos del Corpus Mysticum, luego es necesario arrepentirse y ser perdonados para entrar nuevamente en la comunión de los santos.
Ese perdón tan necesario puede ser concedido por Dios sacramentalmente y por medio de la Iglesia, por la primera vez, a través del bautismo y después, ordinariamente, a través de la reconciliación.
Pero Dios también puede conceder ese perdón a través de muchas maneras diferentes (o hasta mismo directamente) para todos aquellos que se arrepientan (incluyendo los no-católicos). Pero el perdón divino no significa la eliminación de las penas temporales, o sea, del mal causado como consecuencia de los pecados cuya culpa ya está perdonada. En ese caso, para eliminarlas, es necesario obtener indulgencias y practicar buenas obras durante la vida terrenal o también, después de morir, una purificación del alma en el Purgatorio, con la finalidad de entrar puro y santo en el Cielo.

## Amor, sexualidad y castidad

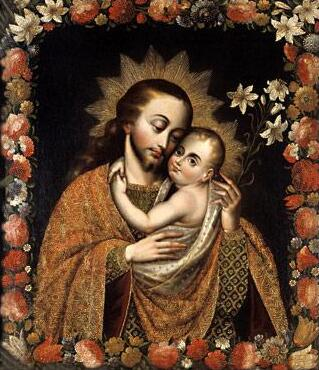
San José, el padre adoptivo de Jesús, es considerado como un gran modelo de castidad.

En relación con la sexualidad, la Iglesia Católica invita a todos sus fieles a vivir en castidad, que es una virtud moral y un don de Dios que permite la "integración positiva de la sexualidad en la persona". Esa integración tiene por objetivo volver posible "la unidad interior del hombre en su ser corporal y espiritual", suponiendo que hay "un aprendizaje del dominio de sí, que es una pedagogía de la libertad humana. La alternativa es clara: o el hombre dirige sus pasiones y alcanza la paz, o se deja dominar por ellas y se torna infeliz". "La virtud de la castidad gira en la órbita de la virtud cardinal de la templanza".
Luego "todos los bautizados son llamados a la castidad", porque la sexualidad solo se "torna personal y verdaderamente humana cuando está integrada en la relación de persona a persona, en el don mutuo total y temporalmente ilimitado, del hombre y de la mujer", ambos unidos por el sacramento del matrimonio (que es indisoluble). Por eso, los actos sexuales solo pueden "tener lugar exclusivamente en el Matrimonio" fuera del cual constituyen siempre un pecado grave. Por esas razones, el sexo prematrimonial, la pedofilia, el adulterio, la masturbación, la fornicación, la pornografía, la prostitución, el estupro y los actos sexuales entre homosexuales son condenados por la Iglesia como expresiones del vicio de la lujuria.
Para la Iglesia, el amor es una virtud teologal una "dádiva de sí mismo" y "es lo opuesto de usar" y de afirmarse a sí mismo. Aplicado en las relaciones conyugales humanas, el amor verdaderamente vivido y plenamente realizado es una comunión de dádiva mutua de sí mismo, "de afirmación mutua de la dignidad de cada pareja" y un "encuentro de dos libertades en entrega y receptividad". de "dádiva mutua del yo y [...] de afirmación mutua de la dignidad de cada compañero". Esa comunión conyugal "del hombre y de la mujer" es "un icono de vida del propio Dios" y "lleva no solo a la satisfacción, sino también a la santidad". Ese tipo de relación conyugal propuesto por la Iglesia "exige permanencia y compromiso" que solo puede ser auténticamente vivida "en el seno de los lazos del matrimonio".

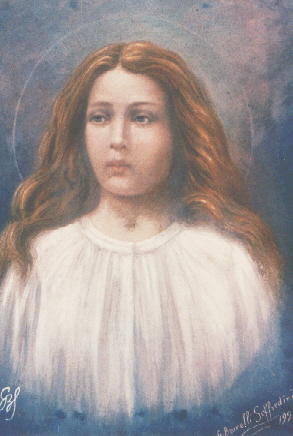
Santa María Goretti (1890-1902), una virgen que, al igual que los innumerables santos, vivió rigurosamente y a su manera la castidad cristiana.

Por esta razón, la sexualidad  no sólo tiene una función de procrear, sino también un papel importante en la vida íntima conyugal. Usando las palabras del Catecismo de la Iglesia Católica, la sexualidad que "es una fuente de alegría y placer", y se ordena al amor conyugal del hombre y de la mujer, y para la transmisión de la vida. La sexualidad (y el sexo) es también considerada como la gran expresión del amor recíproco, donde el hombre y la mujer se unen y se complementan.
El verdadero amor conyugal, donde la relación sexual es vivida dignamente, solo es posible gracias a la castidad conyugal. Esa virtud permite una vivencia conyugal perfecta basada en la fidelidad y en la fecundidad matrimoniales. Pero además de la castidad conyugal (que no implica la abstinencia sexual de los casados), existen también diversos regímenes de castidad: la virginidad o el celibato consagrado (para los religiosos, las personas consagradas, los clérigos etc.) y la castidad en la abstinencia (para los no-casados).

### Preservativos y ETS
Según la doctrina católica, el uso actual e indiscriminado de preservativos incentiva un estilo de vida sexual inmoral, promiscuo, irresponsable y banalizado, donde el cuerpo es usado como un fin en sí mismo y el compañero(a) es reducido(a) a un simple objeto de placer. Ese tipo de vida sexual es fuertemente condenado por la Iglesia. Con relación al uso del preservativo como un método anticonceptivo, la Iglesia Católica condena también expresamente su uso.
El Papa Benedicto XVI reafirmó, durante su visita a los cameruneses y a Angola (17 de marzo a 23 de marzo), que solamente la distribución de preservativos no ayuda a controlar el problema del sida, por el contrario, contribuiría a "empeorar la situación". Tales declaraciones desencadenaron una tempestad de críticas y condenas por parte de gobiernos y de las ONGs. El director ejecutivo del Fondo Mundial de Lucha contra el sida, la tuberculosis y el paludismo, Michael Kazatchine, pidió a Benedicto XVI que retirase sus declaraciones "inaceptables".
Sin embargo, en 2010, el Papa Benedicto XVI afirmó, de forma coloquial y no-oficial, que el uso del preservativo puede ser justificable en algunos casos puntuales para disminuir el riesgo de contagio de las enfermedades de transmisión sexual (ETS), "como por ejemplo la utilización del preservativo por un(a) prostituto(a)". Sin embargo, el Papa advirtió que el uso de preservativos no es "una solución verdadera y moral". Él volvió también a reafirmar la doctrina católica que defiende que a fidelidad en el casamiento, el amor recíproco, la castidad, la humanización de la sexualidad y la abstinencia son los mejores medios para combatir las ETS.

### Homosexualidad
Los actos sexuales entre personas homosexuales son considerados moralmente equivocados porque violan la "iconografía de diferenciación y complementariedad sexuales" entre el hombre y la mujer y porque son incapaces de generar vida. Sin embargo, para la Iglesia, tener tendencias homosexuales no es considerado un pecado, ni un castigo, sino solo una prueba. Lo que el catecismo de la Iglesia considera una conducta objetivamente desordenada es la puesta en práctica de esas tendencias. La Iglesia repudia también cualquier reconocimiento legal de las uniones entre personas del mismo sexo.
Pero la Iglesia Católica no quiere discriminar injustamente a los homosexuales. En verdad, aconseja a sus fieles a respetar siempre a las personas, y pretende ayudarlos ante todo a vivir en castidad y "en la integridad del amor en la entrega de sí mismos y para evitar actos sexuales que son, por la naturaleza, moralmente desordenados, porque son actos de afirmación de sí mismo y no dádiva de sí mismos". La Iglesia todavía invita a los homosexuales a "aproximarse, gradual y decididamente, a la perfección cristiana", a través del ofrecimiento de sus dificultades y sufrimientos como un sacrificio para Dios, de las "virtudes del autodominio [...], del apoyo de una amistad desinteresada, de la oración y de la gracia sacramental".

### Vida, planeamiento familiar y anticoncepción

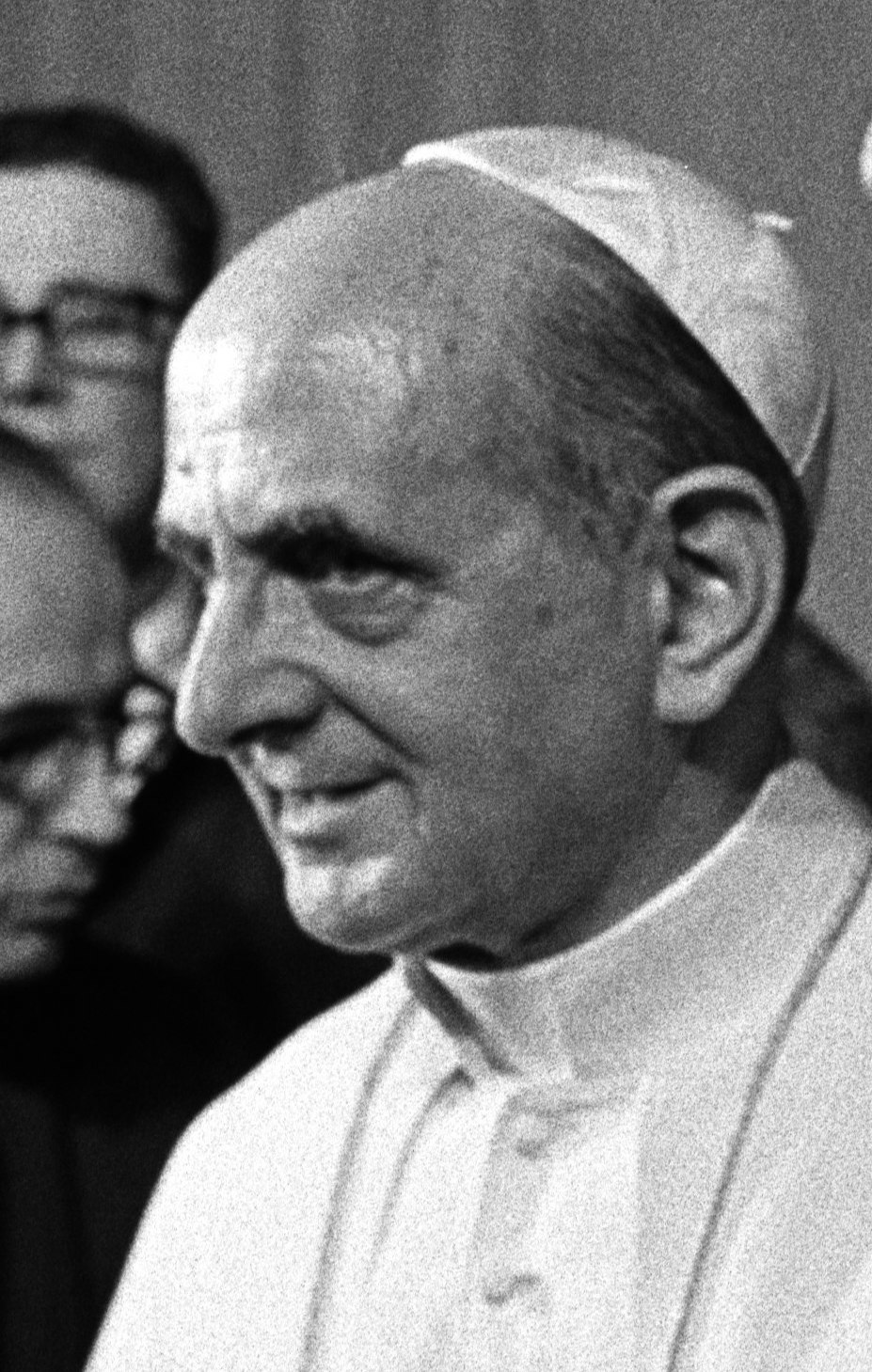
En la encíclica Humanae Vitae (1968), el Papa Pablo VI trató temas como la procreación y la regulación de natalidad.

La Iglesia Católica considera la vida humana como sagrada y como un valor absoluto e inalienable, por eso condena, entre otras prácticas, la violencia, el homicidio, el suicidio, el aborto inducido, la eutanasia, a clonación humana (sea ella reproductiva o terapéutica) y las búsquedas o prácticas científicas que usan células madre extraídas del embrión humano vivo (que provocan la muerte del embrión). Para la Iglesia, la vida humana debe ser generada naturalmente por el sexo conyugal y tiene inicio en la fecundación (o concepción) y su fin en la muerte natural. Según esa lógica, la reproducción asistida es también considerada inmoral porque disocia la procreación del acto sexual conyugal, "instaurando así un dominio de la técnica sobre el origen y el destino de la persona humana".
En cuando a la regulación de los nacimientos, la Iglesia la defiende como una expresión de la paternidad y maternidad responsables a la construcción prudente de familias, desde que no sea realizada con base en el egoísmo o en imposiciones externas. Pero esa regulación solo puede ser hecha a través de métodos naturales de planificación familiar, tales como la continencia periódica y el recurso a los períodos infecundos. La píldora, la esterilización directa, el preservativo y otros métodos de anticoncepción son expresamente condenados.
La Iglesia enseña que incluso los métodos naturales son formas más humanistas y maneras responsables de vivir la responsabilidad procreadora, porque cuando se usan correctamente, mejoran y fortalecen la comunicación y el amor entre los cónyuges, promueven el autoconocimiento del cuerpo, nunca tiene efectos colateral en el organismo, y promueven la idea de que la fertilidad es una riqueza y una dádiva de Dios que puede y debe ser utilizada de manera oportuna.